# Spicara maena
La menola o mennola (Spicara maena Linnaeus, 1758) è un pesce di mare della famiglia Centracanthidae.

## Distribuzione e habitat
Presente nell'intero mar Mediterraneo e nell'Oceano Atlantico orientale tra le isole Canarie ed il Portogallo, è comune e talvolta abbondantissima nelle acque italiane. 

Vive in branchi sterminati sulle praterie di Posidonia oceanica, a basse profondità, anche se, occasionalmente, è stata pescata ad oltre 150 metri.

## Descrizione

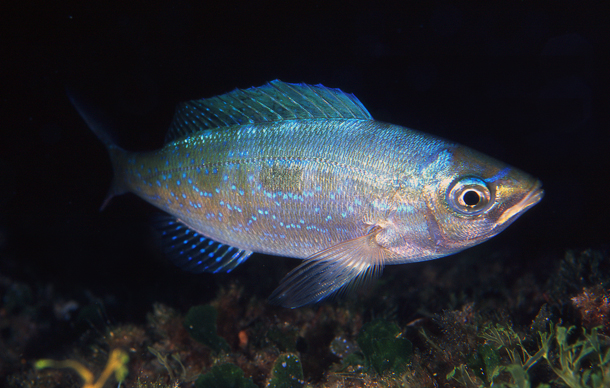
Una femmina di menola

Questa specie ha un netto dimorfismo sessuale, il maschio infatti ha il corpo assai alto con una netta incavatura dietro gli occhi mentre femmine e giovani sono molto slanciati. La pinna dorsale è unica ed abbastanza lunga e nella metà anteriore è armata di raggi spinosi, la pinna anale è ampia ed arrotondata e porta due o tre raggi spinosi, la pinna caudale è forcuta mentre pettorali e ventrali sono piuttosto grandi ed appuntite. La bocca è appuntita e molto protrattile, l'occhio piuttosto grande.
La livrea è molto caratteristica, ha infatti, di solito, una decisa tonalità azzurra che però può essere verdastra o beige, con una vistosa e tipica macchia nera rettangolare all'altezza della punta delle pinne pettorali. Il maschio adulto, di solito più scuro, ha tutto il corpo e le pinne coperti di macchiette e brevi linee blu elettrico. Di notte questi pesci cambiano totalmente la loro colorazione, diventano infatti verdognoli o grigiastri marezzati e sparisce la macchia rettangolare sul fianco. Raggiunge e supera i 20 cm.

## Alimentazione
Si ciba soprattutto di zooplancton e di animaletti bentonici.

## Riproduzione
Avviene in estate, il maschio scava una buchetta dove la femmina depone le uova, che contiene in una sacca così grande che ne deforma il corpo. È una specie ermafrodita proterogina per cui tutti gli individui più giovani di due anni di età sono femmine ed i più vecchi tutti maschi.

## Pesca
Abbocca con voracità alle esche e si cattura in quantità con le reti ma le sue carni sono un po' insipide e flaccide per cui non sono troppo apprezzate. A Livorno questi pesci però vengono tradizionalmente consumati dopo marinatura.
A Trapani, invece le carni della femmina ( 'a minnula) sono molto apprezzate d'estate, quando contiene la sacca delle uova. Viene consumata fritta 
 e anche sotto sale. È prodotto agroalimentare tradizionale.

## Specie affini

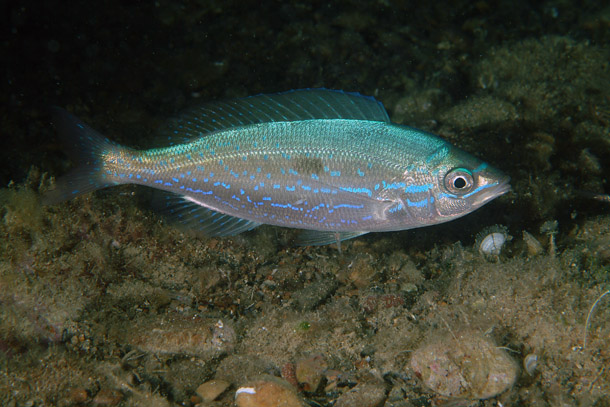
Spicara flexuosa

Il garizzo (Spicara flexuosa, Rafinesque 1810) è stata a lungo considerata una specie a sé stante che si differenzia dalla mennola in base ai seguenti caratteri:
- forma del corpo più fusiforme, la "gobba" dorsale molto evidente nel maschio, è del tutto assente
- la pinna dorsale ha la parte anteriore più alta rispetto alla posteriore (nella Mennola la pinna dorsale ha la stessa altezza più o meno per tutta la sua lunghezza)
- i denti vomerini sono poco sviluppati o assenti
- nel maschio adulto i disegni blu formano linee e non punti come nell'altra specie[4].

Oggi viene unanimemente considerata essere identica a S. maena.